# Bruce Swedien

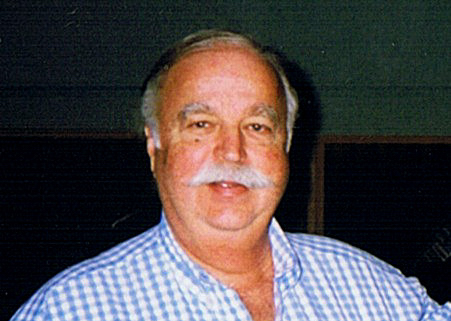
Bruce Swedien (1998)

Bruce Swedien (* 19. April 1934 in Minneapolis, Minnesota; † 16. November 2020 in Gainesville, Florida) war ein US-amerikanischer Toningenieur.

## Wirken
Swedien wurde in Minnesota als Nachkomme schwedischer Einwanderer geboren. Beide Eltern waren Musiker. Er begann seine professionelle musikalische Karriere 1959 in den Tonstudios der Universal Recording Corporation von Bill Putnam in Chicago.
Aufgenommen und abgemischt wurden von ihm unter anderem folgende Künstler und Soundtracks:
- Jazz: Count Basie, Duke Ellington, Dizzy Gillespie, Lionel Hampton, Quincy Jones, Oscar Peterson, Herbie Hancock
- Pop: David Hasselhoff, Patti Austin, Natalie Cole, Roberta Flack, Mick Jagger, Michael Jackson, Jennifer Lopez, Paul McCartney, Diana Ross, Rufus & Chaka Khan, Barbra Streisand, Donna Summer, Sarah Vaughan
- Film-Soundtracks: Nightshift, The Color Purple, Running Scared

Bei den Musikschaffenden in Europa wurde Swedien bekannt durch eine Workshop-Tour in den 1990er Jahren sowie die Werbekampagne als Famous Monster für die Firma Monster Cable.
Er war beim meistverkauften Album der Welt, Thriller von Michael Jackson, der Toningenieur am Mischpult und arbeitete noch weitere Jahre mit Jackson zusammen. Er wurde 12-mal für den Grammy nominiert und fünfmal mit einem Grammy Award ausgezeichnet, für die Michael-Jackson-Alben Thriller, Bad und Dangerous sowie 1990 für Back on the Block und 1996 Q’s Jook Joint von Quincy Jones.
Am 10. November 2001 erhielt er für seine Verdienste als Toningenieur einen Ehrendoktortitel in Philosophie von der Technischen Universität Luleå, Schweden.